# Sinningia reitzii
Sinningia reitzii är en tvåhjärtbladig växtart som först beskrevs av Frederico Carlos Hoehne, och fick sitt nu gällande namn av L.E. Skog. Sinningia reitzii ingår i släktet Sinningia och familjen Gesneriaceae. Inga underarter finns listade i Catalogue of Life.